# Xander Ketrzynski
Xander Wolf Wassenaar Ketrzynski (* 27. Januar 2000 in Toronto) ist ein kanadischer Volleyballnationalspieler.

## Karriere

### Verein
Xander Ketrzynski ist der Sohn von Alex Ketrzynski, der bei den Olympischen Spielen 1984 mit der kanadischen Nationalmannschaft den vierten Platz erreichte. begann seine eigene Karriere am York Mills Collegiate Institute. Von 2016 bis 2018 studierte er an der Ryerson University und spielte in der Universitätsmannschaft Rams. In der Saison 2020/21 war er beim Al Sadd SC in Katar aktiv. Anschließend wechselte der Mittelblocker zum serbischen Erstligisten OK Ribnica Kraljevo. Im Dezember 2021 wurde er jedoch vom österreichischen Bundesligisten SK Aich/Dob verpflichtet.
2022 wechselte Ketrzynski zum deutschen Bundesligisten SVG Lüneburg. Mit dem Lüneburgern kam er im DVV-Pokal 2023/24 ins Halbfinale. International spielte Lüneburg in der Saison erstmals in der Champions League und zog anschließend noch ins Finale des CEV-Pokals ein. In der Saison 2024/25 spielte Ketrzynski gemeinsam mit seinem Bruder Cole für die Lüneburger, mit denen sie das Finale der Bundesliga-Play-offs erreichte.
Zur Saison 2025/26 wechselte Ketrzynski zum französischen Erstligisten AS Cannes.

### Nationalmannschaft
Ketryzynski nahm mit der kanadischen Nationalmannschaft an den Olympischen Spielen in Paris teil, bei denen Kanada in der Vorrunde ausschied.